# Acoso en grupo
El acoso en grupo organizado o acoso de pandillas (gang stalking) es un conjunto de creencias o factos persecutorios en las que los afectados creen que están siendo seguidos y acosados por un gran número de personas o, de hecho, lo están para ejercer un abuso psicológico. El término está asociado con el "individuo objetivo" (Targeted Individual) comunidad virtual formada por personas con ideas afines que afirman que sus vidas son perturbadas por grupos organizados que intentan causarles daño.
Por otro lado, cabe destacar que, en determinados casos, es plausible suponer que una acción de acoso podría ser implementada contra un individuo por varios sujetos, a menudo compartiendo un único interés. También es considerado como una teoría de la conspiración. Además, el fenómeno efectivamente existe en un contexto  dictatorial empleando una policía secreta usando la guerra psicológica. Las acusaciones de acoso electrónico se denominan Acoso Electrónico Organizado.

## Terminología
El concepto de acecho surgió en la década de 1980 tras una mayor equidad jurídica para las mujeres y el enjuiciamiento de violencia doméstica. Generalmente, el acecho tiene un solo perpetrador, que a veces puede reclutar a otros para que actúen indirectamente en su nombre, generalmente sin darse cuenta. A principios de la década de 2000, el término "acoso de pandillas" se popularizó para describir una experiencia diferente de acoso repetido que, en cambio, proviene de varias personas que se organizan en torno a un propósito compartido, sin una sola persona responsable.
Según el criminólogo Nicolas Desurmont, si la vigilancia se oculta en una situación de investigación, no debe considerarse acoso, si el acecho es ostentoso y utiliza técnicas de sorpresa y persecución, 'intimidaciones muy variadas, puede considerarse como acoso. Además, el acoso organizacional se está asimilando psiquiátricamente hablando del delirio de persecución, las autoridades policiales a menudo lo olvidan. La vigilancia ostentosa está asociada con la vigilancia política en un objetivo de linchamiento.

### Acoso Electrónico Organizado
Algunos que creen que son víctimas informan que creen que la motivación del acoso de las pandillas es perturbar cada aspecto de sus vidas. Se describe que las actividades involucradas incluyen acoso electrónico, el uso de "armas psicotrónicas", armas de energía dirigidas, ciberacoso, sugerencia hipnótica transmitidas a través de un software y dispositivos electrónicos y otras supuestas técnicas de control mental. Estos han sido informados por observadores externos como ejemplos de sistemas de creencias en lugar de informes de fenómenos objetivos.

## Comunidades en línea
Un artículo de 2016 en The New York Times estimó que más de 10.000 personas participaban en comunidades en línea "organizadas en torno a la convicción de que sus miembros son víctimas de una conspiración en expansión para acosar a miles de estadounidenses comunes y corrientes con armas y ejércitos de control mental". de los llamados acosadores de pandillas". El artículo identificó un artículo de 2015 de Sheridan y James titulado "Quejas de acoso grupal ('acoso de pandillas'): un estudio exploratorio de su naturaleza e impacto en denunciantes" como el único estudio científico del tema en ese momento.
Cientos de estas comunidades existen en línea. Los informes noticiosos han descrito cómo grupos de usuarios de Internet han cooperado para intercambiar teorías de conspiración detalladas que involucran el acoso de pandillas. Kershaw & Weinberger dice que "los sitios web que amplifican los informes sobre control mental y acoso grupal" son "una comunidad extrema que puede fomentar el pensamiento delirante" y representar "un lado oscuro de las redes sociales. Pueden reforzar el pensamiento problemático de los enfermos mentales e impedir el tratamiento". Un estudio de 2020 estableció un marco para clasificar y examinar el fenómeno de las personas con la experiencia subjetiva de ser acosadas por pandillas. El estudio confirmó las secuelas "graves" posteriores de su experiencia y recomendó realizar más investigaciones.

## Análisis
Entre la comunidad de individuos objetivo, el acoso de pandillas se describe como una experiencia compartida en la que todos los acosadores de pandillas se coordinan para acosar a individuos, y las personas comparten sus experiencias de víctima entre sí.
Un estudio de Australia y el Reino Unido realizado por Lorraine Sheridan y David James comparó 128 víctimas de 'acoso de pandillas' con un grupo seleccionado al azar de 128 víctimas autodeclaradas de acoso por parte de un individuo. Se consideró que las 128 "víctimas" de acoso en grupo estaban delirantes, en comparación con sólo cinco víctimas de acoso individual. Hubo diferencias muy significativas entre las dos muestras en cuanto a los síntomas depresivos, la sintomatología postraumática y el impacto adverso en la función social y ocupacional, siendo las autodeclaradas víctimas del acoso de las pandillas las más gravemente afectadas. Los autores concluyeron que "el acoso en grupo parece tener una base delirante, pero los denunciantes sufren marcadas secuelas psicológicas y prácticas. Esto es importante en la evaluación del riesgo en los casos de acoso, la derivación temprana a servicios psiquiátricos y la asignación de recursos policiales.
Si bien una gran mayoría de quienes afirman ser personas objetivo no representan un peligro para los demás, un informe encontró que algunos han actuado con violencia, a veces extrema.

## Técnicas
Lee Oficina del Alto Comisionado de las Naciones Unidas para los Derechos Humanos enumera 15 técnicas de acoso grupal, a lo cual se puede aplicar varias formas de restricción mental/disimulación: primero una negación plausible, ignorancia deliberada si es necesario, culminando en la neutralización de la culpa o la culpabilización de la víctima:
- 1 Vigilancia selectiva (Efecto Hawthorne/Panóptico)
- 2 Establecimiento de perfiles de debilidades/técnicas de presión y coerción e inseguridades usando personas infiltradas (Opposition research y Agente encubierto)
- 3 Condicionamiento y influencia a ciertos estímulos para producir una sobrecarga sensorial
- 4 Cultura del miedo, Intimidación y confusión,
- 5 Acoso
- 6 sketches dirigidos que destacan elementos de la situación personal de la víctima (Violación del derecho a la intimidad).
- 7 Uso de altavoz direccional (voz a cráneo/Voice to skull)
- 8 Uso de efectos visuales deslumbrantes
- 9 Uso del ruido/sonido como disruptor
- 10 privación de sueño
- 11 Provocación policial a falta y Atrapamiento/Atrapamiento con miel (Agente provocador y Kompromat)
- 12 Gaslighting
- 13 Violación del domicilio/de la propiedad con el fin de modificar el entorno de la víctima.
- 14 Propaganda, desinformación, difamación y descrédito (Investigación ruidosa) a fin de producir un rechazo social y un aislamiento social.
- 15 Asesinato de la reputación (Campaña negativa)

## En el mundo

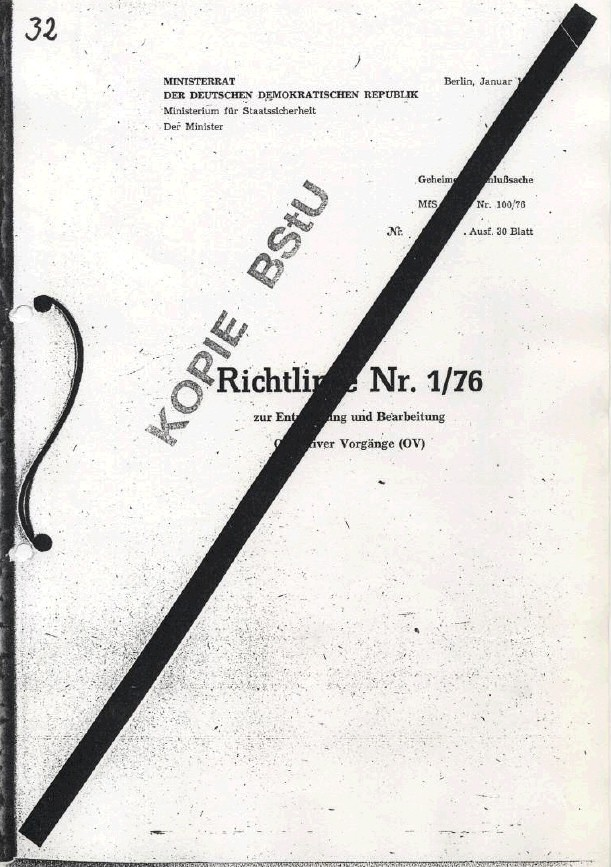
Directiva N° 1/76 sobre el desarrollo y revisión de procedimientos operativos, llevada a cabo en enero de 1976, que describió el Zersetzung como práctica común del Ministerio de Seguridad del Estado (Stasi)

### República Democrática Alemana
La RDA usaba la descomposición (Stasi) (Zersetzung) en reemplazo del terror abierto para reprimir la disidencia.

### Estados Unidos
Según el Comité Church, el Programa de Contrainteligencia COINTELPRO del FBI incluia el acoso.
En 2012, Ted Gunderson reveló que el FBI y otras agencias de inteligencia estadounidenses son responsables del fenómeno del gang-stalking, cuyas pruebas se recogen en expedientes relacionados con el programa Echelon,  el Carnivore System, los Sistemas TEMPEST y en los Sistemas Narus. En 2022, cinco personas son acusadas de diversos delitos de acoso, hostigamiento y espionaje a residentes de EE. UU. en nombre de la policía secreta de la República Popular China.

### Suiza
En 2002, el Dr. Mohamed El Ghanem afirma que el servicio secreto suizo comenzó a reclutarlo activamente como informante para espiar a figuras prominentes de la comunidad musulmana local, incluido el imán ginebrino Hani Ramadan. En ese momento, se estaba llevando a cabo una operación de espionaje a gran escala contra el imán con sede en Ginebra, denominada "Operación Memphis".. Para disgusto de los servicios de seguridad suizos, el Dr. El Ghanem se negó a cooperar como informante. Tras esta negativa, afirmó haber sido severamente acosado y amenazado por los mismos agentes del servicio secreto suizo. En respuesta, el Dr. El Ghanem presentó una denuncia contra la policía de Ginebra por acoso. Posteriormente, afirma haber sido amenazado para que retirara las acusaciones de acoso que había presentado. El acoso continuó repetidamente y sin interrupción. Supuestamente, se utilizaron informantes, en su mayoría migrantes, en este acoso. En 2003, el Dr. El Ghanem llamó al periodista Robert Fisk en Beirut y le contó las amenazas y el acoso que había recibido del servicio secreto suizo. ·. Robert Fisk conocía al Dr. El Ghanem de Egipto; había escrito previamente sobre la persecución que sufrió a manos del gobierno egipcio.
En 2023, la denunciante Chantal Frei describe un acoso organizado para impedir que una persona haga revelaciones, sin recurrir a su eliminación, los delincuentes pueden recurrir a diferentes medios y niveles de vigilancia, de intimidación o amenaza: los escenarios con actores están especialmente preparados para manipular a la víctima, confundirla (hacerla dudar de sí misma), inculcarle la idea de que está en una prisión de tipo panóptico y silenciarla. Las personas que vienen a ayudar también son el objetivo. En casos delicados, parte de esta intimidación puede diseñarse de tal manera que la víctima no pueda presentar una denuncia porque los hechos son demasiado sutiles.

### Francia
Frédérique Laroche denuncio desde 2015 un acoso en grupo de la parte del estado francés.

### Bélgica
El médico belga Yves Couvreur enumera y denuncia los casos de acoso en grupo.

### Gran Bretaña

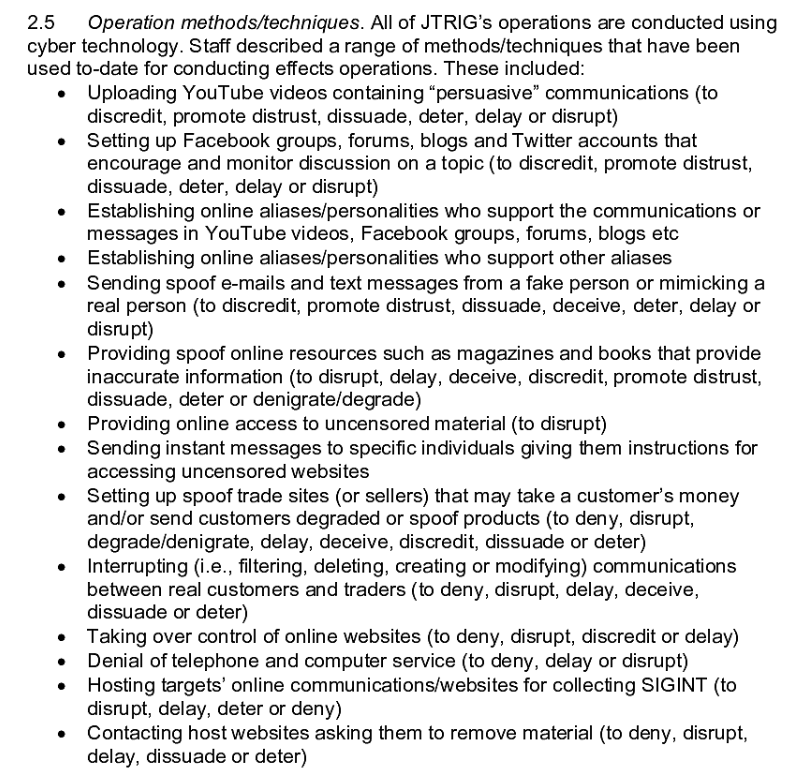
Documento del Joint Threat Research Intelligence Group

Los documentos de Edward Snowden también revelaron actividades del Joint Threat Research Intelligence Group (JTRIG) que quedan en gran medida fuera de la esfera de inteligencia, como operaciones policiales internas, vigilancia de grupos políticos considerados "extremistas" y colectivos de hacktivistas, asistencia al equipo de gobierno para negociaciones sobre calentamiento global, así como investigaciones científicas sobre psicología y comportamiento humanos, destinadas a la  manipulación de la opinión pública o “objetivos” predefinidos por la unidad, es decir del acoso de pandillas. La gama de misiones de JTRIG incluye el uso de "trucos sucios" para "destruir, negar, degradar y perturbar" a los enemigos "desacreditándolos", desinformándolos e interrumpiendo sus comunicaciones. Bajo el nombre Operations Effects, el trabajo de JTRIG se convirtió en una parte importante de las operaciones del GCHQ a partir de 2010.

## Reclamantes notables
- James Tilly Matthews (1770-1815), empresario inglés.[37]
- Francis E. Dec (1926-1996), abogado estadounidense.[38]
- Gloria Naylor (1950-2016), novelista estadounidense.[39]
- Isaac Brock (n. 1975), músico estadounidense.[40]
- Corkin Cherubini (n. 1944),[41]
- Chloé Frammery.[42]
- Mohamed El Ghanem

## En la cultura popular
Literatura
- Gloria Naylor, 1996, Third World Press, 2005.[43]

Cine
- The Truman Show

Television
- The Prisoner

## Filmografía
- Conspiracy Theory with Jesse Ventura, "Brain Invaders", tercera temporada, episodio 7, 17 de diciembre 2012.